# تسمم نفسي
التسمم النَفسي (بالإنجليزية: Psychotoxicity)‏ هو مُصطلح في علم الأدوية يُعبر عن التأثير الذي يحصل عندَ تداخل الدواء مع السلوك الطبيعي للفرد.